# Kyritz
Kyritz è una città di 9 114 abitanti del Brandeburgo, in Germania. Appartiene al circondario dell'Ostprignitz-Ruppin.

## Società

### Evoluzione demografica
- Sviluppo della popolazione dal 1875 entro gli attuali confini (Linea Blu: Popolazione; Linea puntata: Confronto dello sviluppo della popolazione dello stato del Brandenburgo; Sfondo grigio: Ai tempi del governo nazista; Sfondo rosso: Al tempo del governo comunista)
- Sviluppo recente della popolazione (Linea blu) e previsioni

| Anno | Abitanti |
| ---- | -------- |
| 1875 | 7 639    |
| 1890 | 7 911    |
| 1910 | 7 960    |
| 1925 | 8 656    |
| 1939 | 8 839    |
| 1950 | 13 575   |
| 1964 | 11 653   |

| Anno | Abitanti |
| ---- | -------- |
| 1971 | 12 477   |
| 1981 | 12 076   |
| 1985 | 12 085   |
| 1990 | 11 727   |
| 1995 | 11 442   |
| 2000 | 10 847   |
| 2005 | 10 158   |

| Anno | Abitanti |
| ---- | -------- |
| 2010 | 9 537    |
| 2015 | 9 100    |
| 2016 | 9 192    |
| 2017 | 9 375    |
| 2018 | 9 303    |
| 2019 | 9 260    |
| 2020 | 9 281    |

Fonti dei dati sono nel dettaglio nelle Wikimedia Commons..

## Geografia antropica

### Suddivisioni amministrative
Kyritz si divide in 12 zone, corrispondenti all'area urbana e a 11 frazioni (Ortsteil):
- Kyritz (area urbana)
- Berlitt
- Bork
- Drewen
- Gantikow
- Ganz
- Holzhausen
- Kötzlin
- Lellichow
- Mechow
- Rehfeld
- Teetz

## Amministrazione

### Gemellaggi
Kyritz è gemellata con:
- Svalöv
- Wałcz
- Werne